# 全秃海桐
全秃海桐（学名：Pittosporum perglabratum）为海桐花科海桐花属下的一个种。

## 扩展阅读
- 維基物種上的相關：全秃海桐